# Frank Zummo
Frank Zummo (Columbus, 2 luglio 1978) è un musicista, compositore e produttore discografico statunitense.
È conosciuto per il suo ruolo di batterista nella band canadese Sum 41 e dei Street Drum Corps.

## Carriera
Insieme ai batteristi Bobby and Adam Alt, Frank Zummo è uno dei membri fondatori dei Street Drum Corps.
Frank Zummo ha suonato sia come membro fisso che in singole sessioni in band come Thenewno2, TheStart, Julien-K e Krewella.
Ad agosto 2009 Frank Zummo ha sostituito Tommy Lee per una serie di concerti dei Mötley Crüe. Nel 2011 è diventato il nuovo batterista dei Julien-K, partecipando alle registrazioni dell'album We're Here with You, uscito l'anno dopo.
Frank Zummo si è unito ai Sum 41 nel 2015, dopo la dipartita del batterista originale e membro fondatore Steve Jocz nel 2013. La sua prima apparizione con la band è stata in occasione dell'album del 2016 13 Voices.
Zummo ha suonato diverse volte all'Emo Nite a Los Angeles come batterista e durante DJ set.
Nel maggio 2025 è entrato in qualità di turnista negli Electric Callboy per prendere parte al tour europeo a seguito dell'uscita del loro batterista David Friedrich.

## Discografia

### Da solista
EP
- 2020 – It's My War

Singoli
- 2019 – The Less We Know (feat. Micah Martin)
- 2020 – E.O.T.E. (feat. Dying in Designer)

### Con i Street Drum Corps
- 2006 – Street Drum Corps
- 2008 – We Are Machines
- 2010 – Big Noise
- 2012 – Children of the Drum

### Con i Julien-K
- 2012 – We're Here with You

### Con i Sum 41
- 2016 – 13 Voices
- 2019 – Order in Decline
- 2024 – Heaven x Hell

## Riconoscimenti
| Anno | Nomina        | Premio                                        | Risultato |
| ---- | ------------- | --------------------------------------------- | --------- |
| 2017 | "Frank Zummo" | Alternative Press Music Awards – Best Drummer | Vinto     |